# 哀庄王
哀莊王(788年—809年)；姓金名淸明，后改重熙，是新罗第四十代君主，昭聖王太子，母桂花夫人金氏。十三岁即位，叔父金彦昇攝政，在位十年，金彦昇與其弟金悌邕入內作亂，哀莊王被弑，彦昇自立爲憲德王。

## 后妃
- 妃朴氏，哀莊王六年（805年）正月，哀庄王封母金氏，爲大王后，妃朴氏，爲王后